# Stainz bei Straden
Stainz bei Straden là một đô thị thuộc huyện Feldbach trong bang Steiermark, nước Áo. Đô thị Stainz bei Straden có diện tích 13,68 km², dân số cuối năm 2005 là 251 người.